# 同仁堂 (天津)
天津同仁堂，咸丰二年（1852年）始建于天津，是一家“中华老字号”之一，是天津市保存下来的历史最悠久的中药老字号企业之一。其牌匾上“同仁堂”为清末民初的著名书法家华世奎亲笔题写。
2005年2月28日，天津同仁堂以1.06亿元人民币竞得另一家全国老字号企业——天津“狗不理”。